# Mychonia galanata
Mychonia galanata är en fjärilsart som beskrevs av Paul Dognin 1893. Mychonia galanata ingår i släktet Mychonia och familjen mätare. Inga underarter finns listade i Catalogue of Life.